# Cotorreta d'ales cobalt
La cotorreta d'ales cobalt (Brotogeris cyanoptera) és una espècie d'ocell de la família dels psitàcids que habita sabanes i boscos del sud-est de Colòmbia, sud de Veneçuela, est de l'Equador, el Perú, oest del Brasil i nord i est de Bolívia.